# Kościół Niepokalanego Poczęcia Najświętszej Marii Panny w Iławie

Plan kościoła (kliknij, aby powiększyć)

Kościół Niepokalanego Poczęcia Najświętszej Marii Panny w Iławie – kościół katolicki zbudowany w 1933 r. w stylu modernistycznym z inicjatywy ówczesnego iławskiego proboszcza, ks. Miera. Przez mieszkańców Iławy potocznie nazywany „białym”.

## Położenie
Kościół znajduje się przy ul. Kardynała Stefana Wyszyńskiego 2, tuż obok torów kolejowych. Kościół usytuowany na linii wschód – zachód, ale nie jest orientowany, a więc ołtarz główny jest zwrócony na zachód. Tuż obok kościoła znajduje się cmentarz z okresu I wojny światowej.

## Historia
Kościół wybudowano na potrzeby przeniesionych z Bonn katolickich żołnierzy 4. pułku im. Hindenburga. Autorem projektu kościoła był architekt Dominikus Böhm.
Pierwszym administratorem parafii pod wezwaniem Niepokalanego Poczęcia Najświętszej Marii Panny był ksiądz Zygmunt Brodnicki. Administratorem, a nie proboszczem, bo sprawy kościelne nie były jeszcze wówczas uregulowane prawem kanonicznym. Kościół katolicki w Polsce wyznaczał na ziemiach zachodnich i północnych swoich tymczasowych administratorów, ksiądz Brodnicki zarządzał parafią do 26 czerwca 1946 r. Został odwołany przez Warmińską Kurię Biskupią. Zastąpił go w Iławie ksiądz kanonik Ludwik Warpechowski, który dopiero 4 kwietnia 1951 r. został mianowany proboszczem parafii pod wezwaniem Niepokalanego Poczęcia Najświętszej Marii Panny.
Do pracy duszpasterskiej w Iławie Kuria skierowała na początku 1948 r. księdza Bogdana Lendziszewskiego, który został wikariuszem. Przejął od księdza Warpechowskiego nauczanie religii w szkole podstawowej.

### Kalendarium
- 1931 – początek budowy kościoła
- 11 kwietnia 1933 – konsekracja kościoła
- 26 kwietnia 1946 – odwołano pierwszego powojennego administratora parafii, ks. Zygmunta Brodnickiego, zastąpił go ks. Ludwik Werpechowski, jednak minowano go na to stanowisko dopiero 4 kwietnia 1951
- 2005 – remont świątyni (m.in. wymiana sufitu, podłogi, ocieplenie, klimatyzacja, malowanie)
- 2 marca 2006 – poświęcenie figury Jana Pawła II oraz tablicy pamiątkowej ks. M. Niepiekło
- 4 czerwca 2006 – poświęcenie Kaplicy Wieczystej Adoracji oraz figury Matki Boskiej i Dzieci Świata przez proboszcza ks. Jerzego Żochowskiego